# Гарет (окръг, Мериленд)
Окръг Гарет (на английски: Garrett County) е окръг в щата Мериленд, Съединени американски щати. Площта му е 1699 km², а населението – 29 425 души (2016). Административен център е град Оукланд.